# Groupon
Groupon is een Amerikaanse marketingonderneming, die via een internationaal opererende website elke dag een gebruiker in de buurt een aanbod doet. De naam is een porte-manteau van de woorden group en coupon.

## Werking
Het idee bestaat erin dat een bedrijf een voordelige prijs vraagt voor een product vanwege de groepsaankoop ("group" en "coupon").
Indien een bepaald aantal mensen op het aanbod ingaat, gaat de aanbieding voor hen door. Alle deelnemers krijgen dan een waardebon toegestuurd, die ze kunnen inwisselen. Zijn er niet genoeg deelnemers, dan gaat de aanbieding niet door.
De website werkt alleen als tussenpersoon tussen de klant en het bedrijf. Wanneer iemand een coupon voor een bepaalde dienst heeft gekocht, krijgt hij die coupon via e-mail opgestuurd op het moment dat de inschrijvingstermijn van de actie is verstreken (of een en ander komt in zijn account te staan). Die coupon kan geprint worden en bij het bedrijf worden gebruikt als betalingsbewijs voor de dienst.

## Herkomst
Groupon is oorspronkelijk een Amerikaanse onderneming, opgestart in 2008. Aangezien de dienst erop is gericht om lokale ondernemers in contact te brengen met klanten in de buurt, moet Groupon in iedere markt waar het actief wil zijn een team hebben. De start-up vergroot(te) zijn markt door ook in Europa gelijksoortige aanbieders op te kopen. Nederland kende voorheen MyCityDeal, een oorspronkelijk Duitse onderneming met activiteiten door heel Europa. In 2010 werd MyCityDeal overgenomen door Groupon. Eind 2010 deed Google een bod van zes miljard op Groupon, maar deze laatste zag uiteindelijk af van de overname om vervolgens zelf naar de beurs te gaan.

## Kritiek
Alhoewel het bedrijf, ondanks een enorme wildgroei aan kortingsaanbieders, nog altijd veruit de bekendste onderneming voor kortingsdeals is, gaat het zeker niet zonder slag of stoot. Groupon wordt door velen als omstreden beschouwd. Het bedrijf werd door accountants op de vingers getikt toen bleek dat het in 2011 tijdens de beursgang onjuiste omzetcijfers had gebruikt. Begin 2012 moest het bedrijf voor de tweede keer zijn cijfers aanpassen. Ook qua marketing zocht het bedrijf grenzen op met onder andere een reclameboodschap tijdens de rust van de Superbowl, waarin acteur Timothy Hutton zei: "The people of Tibet are in trouble. Their very culture is in jeopardy. But they still whip up an amazing fish curry." Groupon haalde uiteindelijk de reclame van de buis toen bleek dat deze door een grote groep mensen als kwetsend werd gezien.
Door consumenten zijn al veel klachten tegen Groupon ingediend. Klanten ontvangen niet altijd waarvoor ze betaald hebben. Bovendien krijgen ze hun geld niet terug wanneer de aanbieding niet doorgaat. Veel aandeelhouders haken hierdoor af, waardoor het aandeel Groupon sterk in waarde is gedaald.
Ook ondernemers die kortingen aanbieden, hebben regelmatig klachten over Groupon, omdat aan hen grote winsten en veel klanten worden beloofd, terwijl er in werkelijkheid vaak alleen maar verliezen worden geleden. Vanwege deze vorm van misleidende reclame werd Groupon in februari 2012 op de vingers getikt door de Reclame Code Commissie.